# Eloisa
Eloisa  è un nome proprio di persona italiano femminile.

## Varianti
- Femminile: Eloisia[3][4]

### Varianti in altre lingue
- Francese: Héloïse[2], Éloïse[2][5]
  - Antico francese: Héloïse[2]
- Germanico: Helewidis[2]
- Inglese: Eloise[2][5], Eloïse[5], Elouise[2], Eloisa[3][5]
  - Medio inglese: Helewis[2][5], Helewise[5], Helewys[5], Elewys[5], Helevisa[5], Elwisia[5]
- Spagnolo: Eloísa[2]

## Origine e diffusione

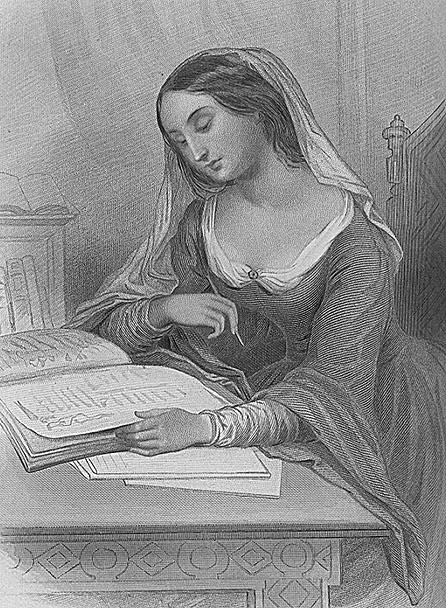
Eloisa

Continua l'antico nome francese, di origine germanica, Héloïse: etimologicamente, questo va ricondotto forse a Helewidis, un composto di heil ("in salute", "sano") e wid ("grande", "ampio"). È associato talvolta al nome Luisa o al termine greco ἥλιος (hḗlios, "sole"), ma si tratta probabilmente di paretimologie.
Il nome è molto celebre per essere stato portato da Eloisa, la giovane amante del filosofo Pietro Abelardo, divenuta poi badessa presso Argenteuil, la cui storia tragica ha ispirato numerosissime opere. Sostenuto dalla fama di tale personaggio (oltre che, secondariamente, dal culto dell'unica santa così chiamata), in Italia è presente maggiormente nel Nord e, in misura minore, nel Centro.
In Inghilterra il nome venne introdotto dai normanni ed era in uso, durante il Medioevo, in varie forme vernacolari fra cui Helewis, ma cadde in disuso dopo il XIII secolo; venne riportato in voga nel XIX, nella forma Eloise.
Non va confuso con il simile Elisa, che non è correlato etimologicamente.

## Onomastico
L'onomastico si festeggia l'11 febbraio in memoria di santa Eloisa, nobildonna francese, vedova del conte Ugo di Meulan, vissuta come anacoreta nell'abbazia di Notre-Dame di Coulombs.

## Persone
- Eloisa, badessa amata dal filosofo medioevale Pietro Abelardo
- Eloisa Cianni, attrice italiana
- Eloisa Mafalda, attrice brasiliana
- Eloisa Marinelli, attrice italiana

### Varianti
- Héloïse Letissier, cantautrice, cantante e pianista francese
- Eloise Mumford, attrice statunitense

## Il nome nelle arti
- Eloisa è un personaggio della serie a fumetti Asteroide Argo.
- Héloïse de Villefort è un personaggio dell'anime Il conte di Montecristo.
- Eloisa Garcín Núñez del Moral è un personaggio della telenovela Il segreto.
- Eloise Hawking è un personaggio della serie televisiva Lost.
- Eloise Kurtz è un personaggio della serie televisiva Alias.
- Eloise Mc Allister è un personaggio del romanzo di Richard Mason Le stanze illuminate.
- Héloïse d'Artagnan è un personaggio del film del 1994 Eloise, la figlia di D'Artagnan, diretto da Bertrand Tavernier.
- Eloise è un personaggio del film del 2000 The Million Dollar Hotel, diretto da Wim Wenders.
- Eloise è un personaggio del film del 2003 Eloise al Plaza, diretto da Kevin Lima.
- Eloise è una canzone di Barry Ryan, cantata anche da Mino Reitano in versione italiana.